# Motihari
Motihari (Hindi मोतिहारी Motihārī, ehemals Champaran) ist eine Großstadt mit rund 135.000 Einwohnern im nordindischen Bundesstaat Bihar. Die Stadt ist Verwaltungssitz des Distrikts Purba Champaran.

## Lage und Klima
Motihari liegt in der nördlichen Gangesebene etwa 150 km nördlich von Patna; die Stadt ist weniger als 50 km von der Grenze zu Nepal entfernt. Das Klima ist oft schwülwarm; Regen (ca. 1200–1500 mm/Jahr) fällt hauptsächlich während der sommerlichen Monsunmonate.

## Bevölkerung
| Jahr      | 1991   | 2001    | 2011    |
| Einwohner | 77.432 | 100.683 | 126.158 |

Die meisten Einwohner (Hindus ca. 77 %, Muslime ca. 22 %) sind in den letzten Jahrzehnten des 20. und zu Beginn des 21. Jahrhunderts aus den Dörfern der Umgebung zugewandert.

## Wirtschaft
Das Umland wird überwiegend landwirtschaftlich genutzt; in der Stadt selbst haben sich Kleinhändler und Handwerker bzw. Tagelöhner angesiedelt.

## Bildung
Am 13. Juni 2012 veröffentlichte die indische Regierung Planungen, nach denen in Bihar zwei Universitäten gegründet werden sollen, eine in Gaya und die andere in Motihari.

## Geschichte
Die Geschichte des Umland reicht möglicherweise bis in vedische Zeiten zurück. Man nimmt an, dass Prinz Siddharta, der spätere Buddha, sich zeitweise hier aufgehalten hat. Im 1. Jahrtausend kam das Gebiet unter die Kontrolle des Gupta- und später des Pala-Reiches. Im ausgehenden 11. Jahrhundert gründete Nanyadeva das Karnata-Reich, welches bis etwa 1325 bestand und danach von der muslimischen Tughluq-Dynastie des Sultanats von Delhi eingenommen wurde, das seinerseits wiederum im Jahr 1526 von den Moguln erobert wurde.

## Sehenswürdigkeiten
Die Stadt hat keine historisch oder kulturell bedeutsamen Sehenswürdigkeiten. Simraungadh, die ehemalige Hauptstadt des Karnata-Reiches, liegt etwa 50 km (Fahrtstrecke) nordöstlich im heutigen Nepal. 

## Persönlichkeiten
- George Orwell (1903–1950), Schriftsteller, wurde in Motihari geboren.
- Anant Kumar (* 1969), indischer Schriftsteller deutscher Sprache, verbrachte seine ersten Lebensjahre in Motihari.